# L'Air de Venise
L'Air de Venise est un roman de Solange Fasquelle publié le 1er janvier 1967 aux éditions Grasset et ayant reçu le Prix des Deux Magots la même année.

## Éditions
- L'Air de Venise, éditions Grasset, 1967.